# Love Is All Around
«Love Is All Around» es una canción compuesta por Reg Presley, grabada originalmente por The Troggs y publicada como sencillo en octubre de 1967. La versión del grupo Wet Wet Wet, para la banda sonora de Cuatro bodas y un funeral, lanzada el 9 de mayo de 1994, logró permanecer durante quince semanas en el primer puesto de las listas de éxitos del Reino Unido.

## Versión original
"Love Is All Around" es un tema que fue compuesto por Reg Presley, vocalista de la banda de rock británica The Troggs, quienes lanzaron la canción como sencillo en 1967, alcanzando el puesto número 5 de la lista Billboard Hot 100 y permaneciendo un total de 16 semanas en lista es Estados Unidos en 1968. El tema estuvo inspirado por una canción interpretada por Joy Strings en un programa especial de la televisión para el Ejército de Salvación, titulada "Love That's All Around". En una entrevista para la revista Mojo, Reg Presley relató: "Recuerdo que había vuelto de Estados Unidos, era un Domingo, y desde la cocina salía el aroma de un sabroso almuerzo- habíamos pasado meses solo comiendo hamburguesas- besé a mi esposa, abrazé a mi pequeño hijo que en ese entonces tenía cuatro años. Comimos juntos, y fuimos al salón a mirar televisión, y ahí estaban Los Joystrings golpeando tambores, arrodillados y gritando frases de amor. Su música me llamó la atención de inmediato, y a mi esposa e hijo también quedaron maravillados con la energía de la canción... De esa experiencia decidí escribir esta balada".

## Versión de Wet Wet Wet
En 1994, el guionista de "Cuatro bodas y un funeral", Richard Curtis, propuso a la banda Wet Wet Wet la grabación de una canción que sirviera de tema principal para la película. Les dio a elegir entre el "I Will Survive" de Gloria Gaynor, "Can't Smile Without You" de Barry Manilow y "Love Is All Around" de The Troggs. La banda eligió esta última pues se adaptaba mejor a su estilo y estaban convencidos de poder hacerla suya.
El tema fue lanzado como sencillo el 9 de mayo de 1994 y en apenas unos días entró en las listas de éxitos de Reino Unido, alcanzando la primera posición el 29 de mayo. El tema permaneció en como número 1 durante 15 semanas siendo el segundo sencillo que más tiempo ha permanecido en esta posición en el Reino Unido, solo superado por "(Everything I Do) I Do It for You" de Bryan Adams que estuvo 16 semanas a comienzos de los años 1990. En febrero de 2016, el sencillo había acumulado 1,88 millones de copias vendidas en el Reino Unido, convirtiéndose así en la balada con mayor éxito de ventas en dicho país.
"Love Is All Around" fue parodiada en la comedia romántica británica "Love Actually", del año 2003, que supuso el debut en la dirección de Richard Curtis, guionista de "Cuatro bodas y un funeral". Bajo el título de "Christmas Is All Around", fue interpretada por el actor Bill Nighy, que encarnaba a una vieja estrella del  rock venida a menos y en ella se cambiaba la frase Come on and let it show por Come on and let it snow.

## Posicionamiento
| Lista (1994)                               | Máxima posición |
| ------------------------------------------ | --------------- |
| Australia (ARIA)                           | 1               |
| Austria (Ö3 Austria Top 40)                | 1               |
| Bélgica (Flandes) (Ultratop 50)            | 1               |
| Canadá (RPM)                               | 17              |
| Dinamarca (IFPI)                           | 2               |
| Finlandia (Suomen virallinen lista)        | 1               |
| Francia (SNEP)                             | 2               |
| Alemania (Media Control AG)                | 2               |
| Irlanda (IRMA)                             | 2               |
| Países Bajos (Mega Single Top 100)         | 1               |
| Nueva Zelanda (Recorded Music NZ)          | 1               |
| Noruega (VG-lista)                         | 1               |
| Escocia (Scottish Singles Sales Chart)     | 1               |
| España (AFYVE)                             | 5               |
| Suecia (Sverigetopplistan)                 | 1               |
| Suiza (Schweizer Hitparade)                | 2               |
| Reino Unido (UK Singles Chart)             | 1               |
| Estados Unidos (Billboard Hot 100)         | 41              |
| US Billboard Hot Adult Contemporary Tracks | 8               |

|